# Trifolium bocconei
Trifolium bocconei es una especie herbácea perteneciente a la familia de las fabáceas originaria de Europa y Norte de África.  

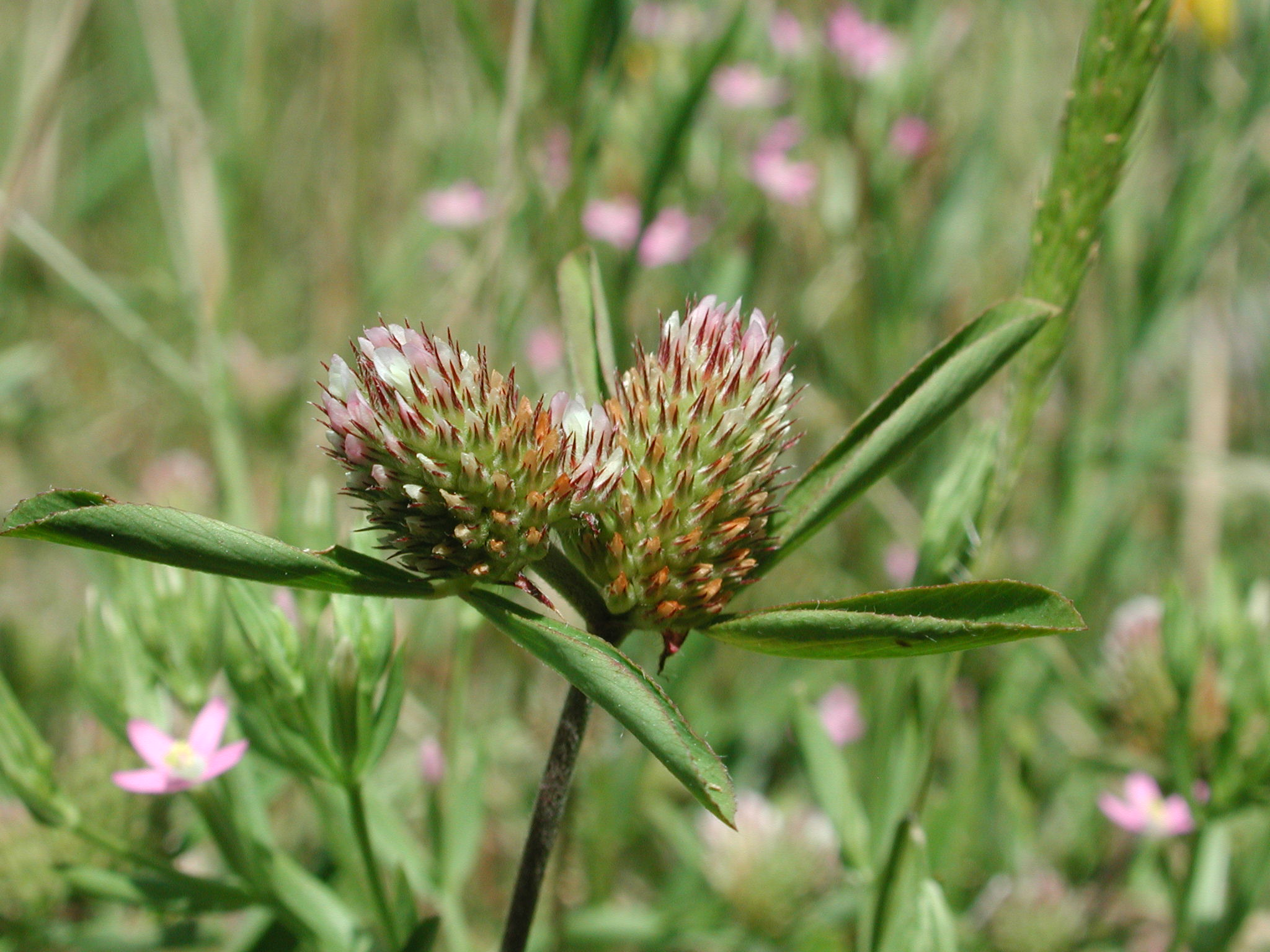
Detalle

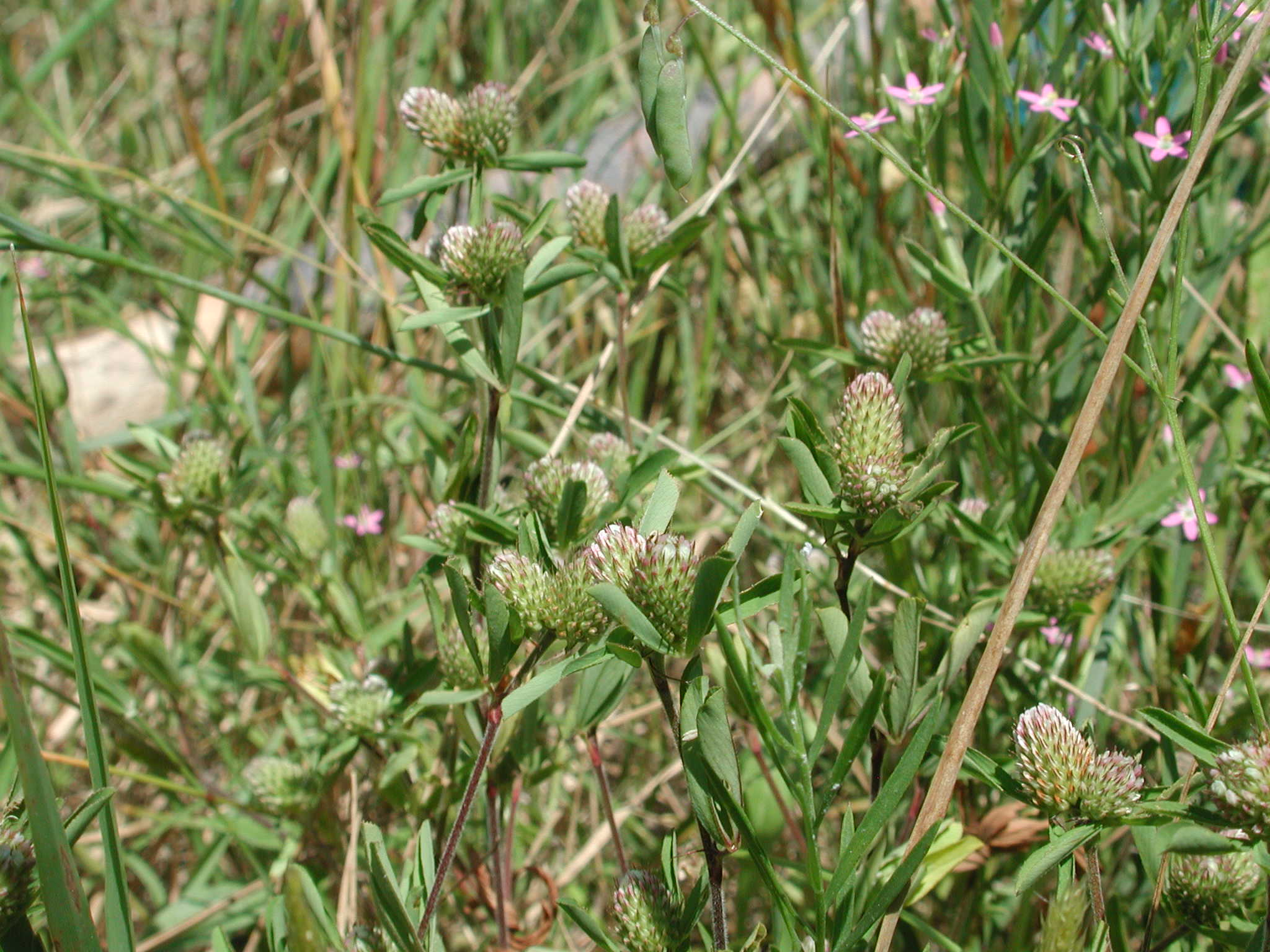
Vista de la planta

## Descripción
Trifolium bocconei es una hierba anual, tomentosa con tallos que alcanzan los 5 a 35 cm de altura, ascendentes o erectos, ramificados. Pecíolos de hasta 35 mm; folíolos de 7-25 mm, los de las hojas inferiores obovados; los de las superiores oblongos, denticulados, mucronados. las inflorescencias tienen un tamaño de 7-20 x 6-9 mm, y son ovoideas o cilíndricas,  multifloras, axilares y terminales, estas últimas generalmente geminadas. Cáliz con l0 nervios, pubescente; tubo cilíndrico, con garganta tomentosa; dientes desiguales, el inferior tan largo como el tubo, los restantes más cortos, subulados, erectos o conniventes. Corola de 4-5 mm, tan larga como el cáliz, con alas pubescentes, rosada. Tiene un número de cromosomass de 2n = 14. Florece de mayo a junio.

## Distribución y hábitat
Se encuentra en los pastizales sobre suelos ácidos. Es una especie poco frecuente que se encuentra en el W y S de Europa, NW de África, SW de Asia, Macaronesia.

## Taxonomía
Trifolium bocconei fue descrita por Gaetano Savi y publicado en Observationes in varias trifoliorum Species 1810.
Etimología
Trifolium: nombre genérico derivado del latín que significa "con tres hojas".
bocconei: epíteto otorgado en honor del botánico Paolo Silvio Boccone.
Sinonimia
- Trifolium bocconei Savi[4][5]